# ニザーム

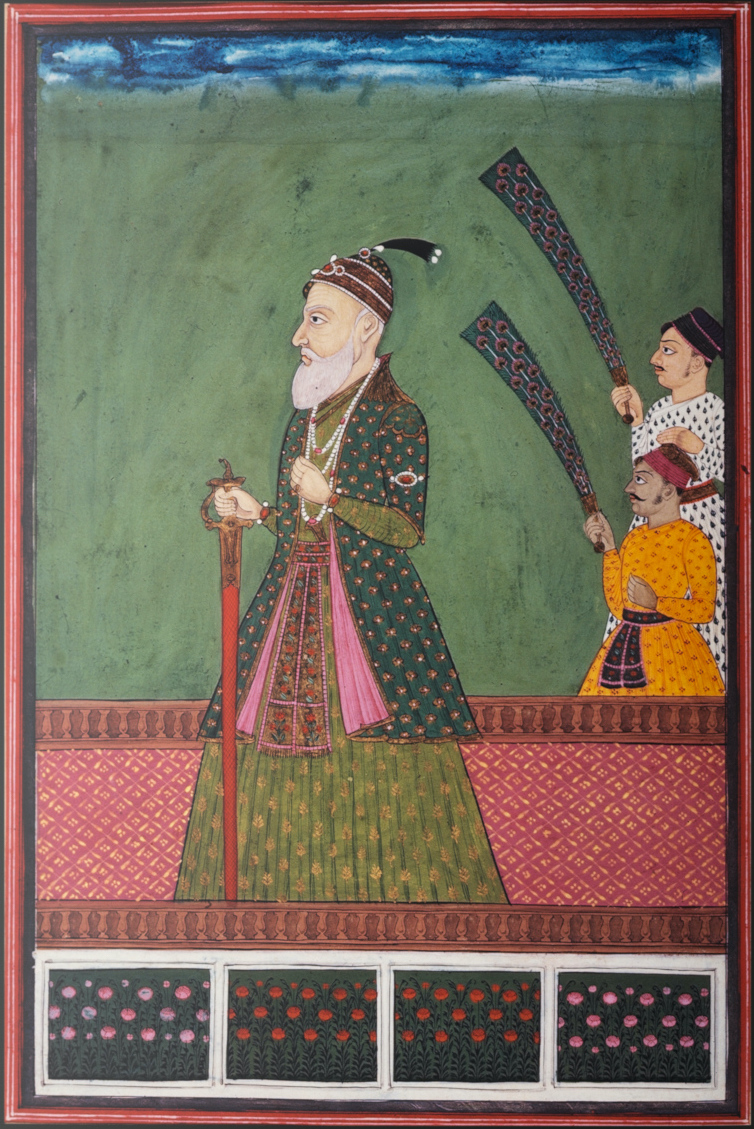
カマルッディーン・ハーン

ニザーム（Nizam）は、インド・デカン地方に存在したニザーム王国（ハイダラーバード王国）の支配者の称号（君主号）。もともとはアラビア語であったが、16世紀からウルドゥー語にも用いられるようになった。

## 概要

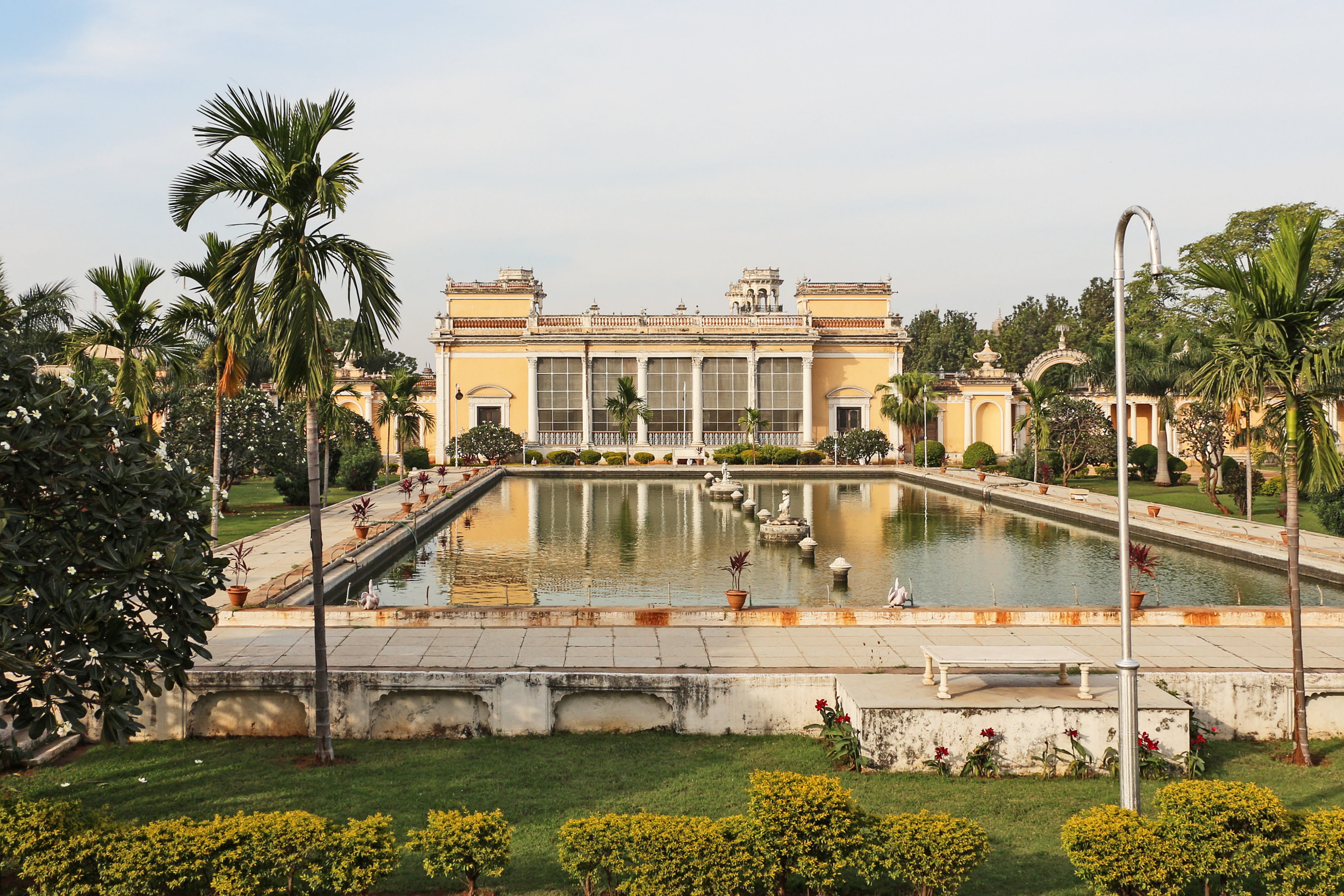
王宮

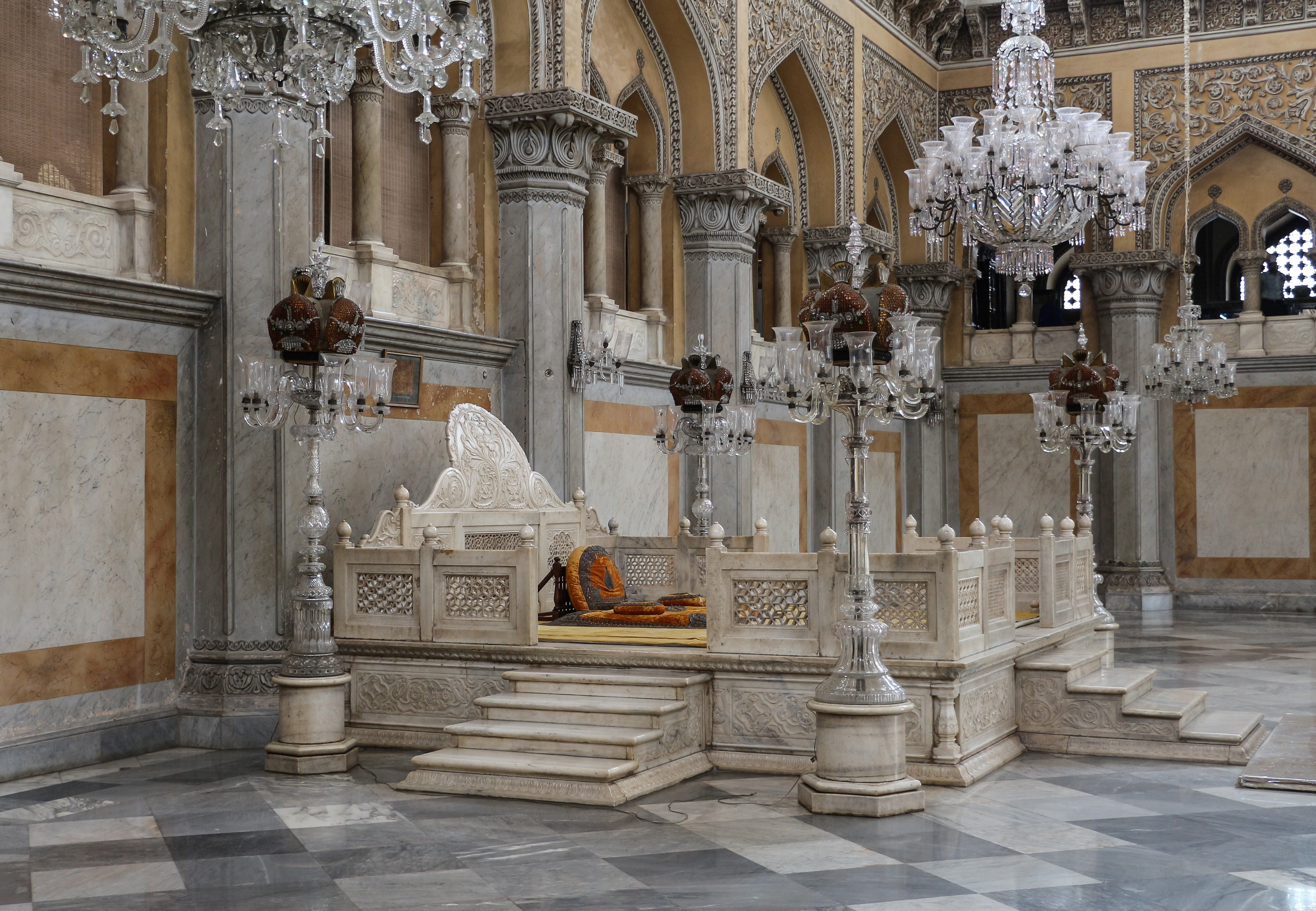
玉座

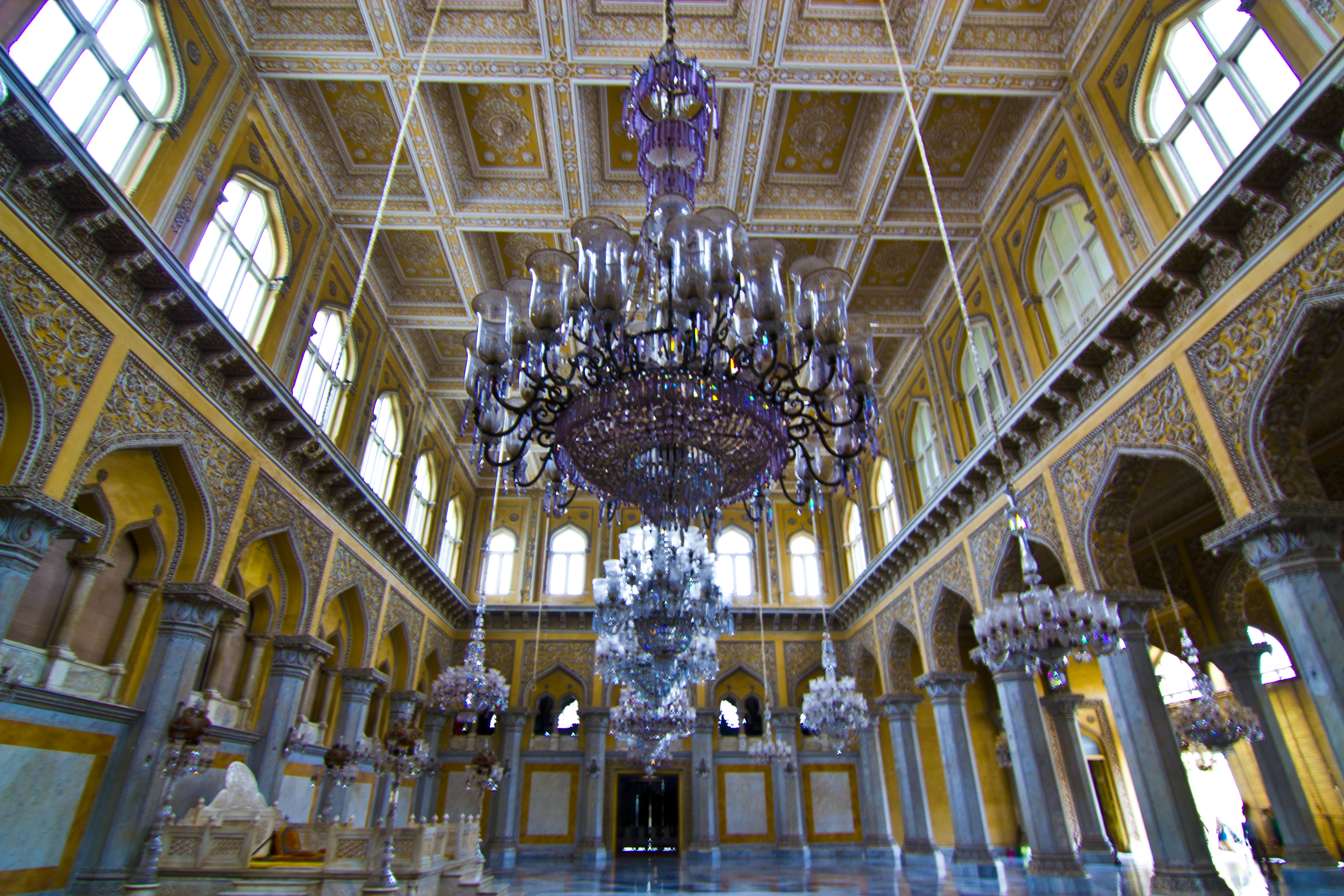
王宮内部

1713年1月12日、ムガル帝国の武将カマルッディーン・ハーンが皇帝ファッルフシヤルから「ニザームル・ムルク」（王国を取り仕切る者、あるいは皇帝の代理人）の称号を授けられたのが、その起こりである。
1724年、カマルッディーン・ハーンはハイダラーバードに拠って独立を宣言し、その称号からニザーム王国とも呼ばれる国を興した。以降、彼と彼の子孫はニザームを号した。
カマルッディーン・ハーンを始祖とするニザーム家は非常に裕福な一門としても知られており、例えば第9代のマフブーブ・アリー・ハーン（アーサフ・ジャー6世）は、同じ衣装を二度と身に着けなかったと伝えられている。彼の宮殿の一区画は、全て彼の洋服箪笥でぎっしりと満たされ、その高さは2階にまで達したという。
ニザームの妃たちは、宝石をちりばめた王冠、黄金の装飾品や真珠、そして高価な宝石で飾り付けられた金糸の豪華なドレスで身を飾っていた。さらに彼女たちの首は、着けられるだけの真珠や宝石の首飾りで飾りたてられ、宝石の帯のついた靴、豪華な銀の足飾り、真珠や宝石のブレスレットという豪華そのものの装いだったようである。
膨大な量のダイヤモンド・サファイヤ・エメラルド・ルビーが宮殿の地下貯蔵庫に満ち溢れていたとか、ライムの実ほどもある280カラットのジャコブダイヤモンドが文鎮に使われていたとか、またある時には、金塊を運んでいた12台のトラックが、あまりの金塊の重さのために宮殿庭園の泥濘で立ち往生した、などの伝説も残っている。

## 歴代ニザーム
1. カマルッディーン・ハーン（在位：1724年 - 1748年）
2. ナーシル・ジャング（在位：1748年 - 1750年）
3. ムザッファル・ジャング（在位：1750年 - 1751年）
4. サラーバト・ジャング（在位：1751年 - 1762年）
5. ニザーム・アリー・ハーン（在位：1762年 - 1803年）
6. シカンダル・ジャー（在位：1803年 - 1829年）
7. ナーシル・ウッダウラ（在位：1829年 - 1857年）
8. アフザル・ウッダウラ（在位：1857年 - 1869年）
9. マフブーブ・アリー・ハーン（在位：1869年 - 1911年）
10. ウスマーン・アリー・ハーン（在位：1911年 - 1948年）